# Martine Hansen
Martine Hansen (ur. 10 grudnia 1965 w Wiltz) – luksemburska polityk i nauczycielka, deputowana, w 2013 minister szkolnictwa wyższego i badań naukowych, od 2023 minister rolnictwa, żywności i winogrodnictwa.

## Życiorys
Ukończyła szkołę średnią w Diekirch, studiowała następnie nauki społeczne i ekonomiczne w rolnictwie na Universität Hohenheim w Stuttgarcie. W 2005 uzyskała magisterium z zarządzania w oświacie na TU Kaiserslautern. Od 1993 pracowała jako nauczycielka w Lycée Technique Agricole w Ettelbrucku, w latach 2006–2013 pełniła funkcję dyrektora tej placówki.
Zaangażowała się w działalność polityczną w ramach Chrześcijańsko-Społecznej Partii Ludowej. Od kwietnia do grudnia 2013 sprawowała urząd ministra szkolnictwa wyższego i badań naukowych w piątym rządzie Jeana-Claude’a Junckera. W wyborach w tym samym roku uzyskała mandat posłanki do Izby Deputowanych, utrzymywała go również w kolejnych wyborach w 2018 i 2023.
W listopadzie 2023 objęła stanowisko ministra rolnictwa, żywności i winogrodnictwa w rządzie Luca Friedena.